# باول غرينوود
باول غرينوود (بالإنجليزية: Paul Greenwood)‏ هو ممثل بريطاني، ولد في 2 أغسطس 1943 في المملكة المتحدة.

## وصلات خارجية
- باول غرينوود على موقع IMDb (الإنجليزية)
- باول غرينوود على موقع ميوزك برينز (الإنجليزية)
- باول غرينوود على موقع قاعدة بيانات الفيلم (الإنجليزية)